# Bliss (singel Muse)
Bliss – trzeci singel angielskiego zespołu rockowego Muse z ich drugiego albumu, Origin of Symmetry. Został wydany w 20 sierpnia 2001 roku w kilku formatach – na płycie CD, 7-calowym winylu, DVD oraz jako maxi singel. Utwór można zobaczyć na dwóch koncertowych DVD Muse – Hullabaloo i Absolution Tour.
Matthew Bellamy powiedział kiedyś, że „Bliss” to jego ulubiona piosenka, gdyż „posiada te wszystkie arpeggia i klawisze z lat 80., które przypominają mi melodię, którą usłyszałem w jakimś programie muzycznym dla dzieci, gdy miałem pięć lat. Myślę, że ‘zdarłem’ je właśnie z niego.
Chris Wolstenholme: „Zawsze uwielbialiśmy grać ten kawałek na żywo. Posiada elementy disco, jednak jest nagrany w stylu rockowym. To jedna z tych piosenek, która zawsze rozrusza publikę, nawet jeśli wiesz, że koncert ci nie wychodzi.”
Podczas promowania Origin of Symmetry, „Bliss” było grane zazwyczaj jako utwór kończący koncert. Od wydania płyty Black Holes and Revelations zespół gra singel zdecydowanie rzadziej.

## Lista utworów

### CD
1. „Bliss” – 4:34
2. „Hyper Chondriac Music”
3. „New Born” (live)

### Winyl 7"
1. „Bliss” – 4:34
2. „Hyper Chondriac Music”

### Maxi-CD
1. „Bliss” – 4:34
2. „The Gallery”
3. „Screenager” (live)
4. „Bliss” (video)

### DVD
1. „Bliss” (DVD Audio)
2. „The Making of the Bliss Video”